# Дейв Батіста
Батіста (англ. Batista), справжнє ім'я Девід Майкл Баутиста молодший (англ. David Michael Bautista, Jr., нар. 18 січня 1969) — американський актор, в минулому рестлер і культурист, який здобув популярність своїми виступами в WWE під ім'ям Батіста.

## Кар'єра у реслінгу
Після укладання контракту з WWF в 2000 році Батіста був відправлений до Ohio Valley Wrestling (OVW), навчальної території компанії. Свій дебют там він здійснив 18 липня того ж року під сценічним ім’ям Левіафан, доєднавшись до угруповання під назвою Disciples of Synn. Залишався непереможним до 31 січня 2001 року, коли зазнав поразки в поєдинку проти Кейна на шоу NWA OVW Christmas Chaos. 29 листопада 2001 року став чемпіоном OVW у важкій вазі, здобувши перемогу над Дагом Бешемом. Звання головного чемпіона бренду зберігав до 20 лютого 2002 року, коли програв титул Прототипу.

### Перші сюжетні лінії (2002 рік)
Кілька місяців потому Батіста був переведений до основного ростеру WWF, де першим часом брав участь у нетелевізійних шоу рахуючись за брендом SmackDown, а 9 травня здійснив свій телевізійний дебют під сценічним ім’ям «Диякон» Батіста в якості антагоніста-помічника ДіВона. Свій дебютний телевізійний поєдинок він провів 25 червня 2002 року, де у командному двобої разом з ДіВоном переміг Фарука і Ренді Ортона. Впродовж наступних кількох неділь в них зав’язалося протистояння з Ортоном, з якого Батіста вийшов переможцем. Свою першу поразку в основному ростері Батіста визнав 6 серпня 2002 в матчі з Рікіші внаслідок ненавмисної атаки від свого командного партнера ДіВона. Це призвело до розвитку протиріч між ними, що завершилося поєдинком на шоу SmackDown! від 14 листопада 2002, в якому Батіста переміг. Від’єднавшись від ДіВона, він був переведений на бренд Raw, де був представлений просто як «Батіста», став напарником Ріка Флера і розпочав протистояння з Кейном, якого переміг 15 грудня 2002 року на шоу Armageddon 2002.

### «Еволюція» (2003-2005 роки)
В січні 2003 року Батіста разом з Ріком Флером, Тріпл Ейчем та Ренді Ортоном став складовою частиною угруповання «Еволюція», суть якого полягала в об’єднанні рестлерів трьох різних поколінь, але під час командного поєдинку з Ренді Ортоном проти Дадлі Бойз 1 березня 2003 отримав травму (розрив трицепсу) і на значний час вибув з виступів. Під час тренувань в рамках реабілітації в Батісти стався повторний трицепсу, тож його повернення відтерменувалося до жовтня того року, коли під час шоу Raw від 20 жовтня 2003 повернувся і втрутився в поєдинок між Гольдбрегом і Шоном Майкзлом, з яким тоді ворогував Тріпл Ейч. 14 грудня 2003 на шоу Armageddon Батіста разом з Флером став світовим чемпіоном у командних змаганнях, водночас тієї ж ночі Тріпл Ейч здобув чемпіонство у важкій вазі, а Ортон – інтерконтинентальним чемпіоном. Звання чемпіонів у командних змаганнях Батіста і Флер втримували до 16 лютого 2004 року, коли на шоу Raw потерпіли поразку в титульному поєдинку від Букера Ті та Роба Ван Дама, однак буквально через місяц, 22 березня, їм вдалося повернути це чемпіонство, яке остаточно вони втратили 19 квітня в поєдинку з Крісом Бенуа та Еджем.
Наприкінці 2004 року екранні стосунки Батісти з Тріпл Ейчем почали погіршуватися. Після своєї поразки Крісу Джеріко Тріпл Ейч словесно образив Батісту, який тієї ж ночі натякнув на вихід з «Еволюції», але зрештою оголосив, що залишається частиною угруповання і вони досі єдині. Тим не менш, протягом наступних кількох неділь Батіста, на противагу членам «Еволюції» які залишалися на ринзі антагоністами, почав притримуватися дедалі більшої так званої «фейсівської» (позитивної) поведінки, хоча й продовжував виказувати свою віданність Тріпл Ейчу і справі «Еволюції».
На початку 2005 року, одначе, Тріпл Ейч почав усвідомлювати, що Батіста може стати загрозою його володінню чемпіонством світу у важкій вазі, тож запропонував йому не брати участі у «Королівський Битві», переможець якої отримує право претендувати на один з головних титулів компанії, і зусередитися на його, тобто Тріпл Ейча, вдалому захисті звання чемпіона на головному шоу року WrestleMania 21. Попри усе, Батіста взяв участь у вищевказаному поєдинку і вийшов з нього переможцем. Бажаючи не викликати в Батисті бажання кинути йому виклик на бій за титул на WrestleMania, Тріпл Ейч інсценізував на нього напад з боку Джей Бі Еля, тодішнього чемпіона WWE з метою спонукати товариша йти саме за чемпіонством WWE. Тим не менш, з часом Батіста усвідомив підступність намірів Тріпл Ейча і в момент підписання контракту на бій з одним з головних чемпіонів компанії на WrestleMania обрав своїм опонентом саме Тріпл Ейча як чемпіона світу у важкій вазі, на додачу проломивши ним стіл.

### Чемпіон світу у важкій вазі (2005 – 2008 роки)
3 квітня 2005 року на головному шоу року WWE WrestleMania Батіста у поєдинку з Тріпл Ейчем, який позиціонувався головною подією вечора, вперше здобув звання чемпіону світу WWE у важкій вазі. Сам поєдинок за словами визнаного рестлінг-критика Дейва Мельтцера став «вершиною одного з кращих протистоянь [в WWE] за кілька років». 1 травня 2005 року на шоу Backlash Батіста захистив від Тріпл Ейча чемпіонство у матчі-реванші, а остаточно поклав край їхнім суперечностям 26 червня на шоу Vengeance, де переміг Тріпл Ейча в титульному двобої за правилами «пекельна клітка».
30 червня 2005 року Батіста в якості чемпіону світу у важкій вазі в рамках обміну рестлерів між головними брендами – Raw та SmackDown – опинився на SmackDown, де в нього одразу розпочалося протистояння з Джей Бі Елєм, який позиціонував себе головною зіркою бренду. Це призвело до трьох титульних поєдинків між ними (на шоу The Great American Bash, SummerSlam та SmackDown від 9 вересня), з яких Батіста вийшов переможцем. Наступним після Джей Бі Еля реальним претендентом на звання головного чемпіону бренда для Батісти став Едді Герреро. 9 жовтня на головній події WWE місяця – шоу No Mercy – Батіста переміг Герреро у титульному поєдинку. 11 листопада Батіста пошкодив м’яза на спині, а запланованого на 18 листопада захисту звання чемпіона у трьохсторонньому поєдинку від Герерро і Ренді Ортона не трапилося через раптову смерть першого. Незважаючи на їхнє суперництво на екранах, Батіста віддав шану Герреро, який вважається одним з кращих рестлерів в історії, як на Raw, так і на SmackDown присвячених пам’яті Едді.
Напередодні листопадівського головного шоу місяця, Survivor Series 2005, яке вибудовувалося навколо протистояння між брендами SmackDown і Raw, Батіста очолив команду SmackDown, а його неучасть в матчах офіційно на екрані пояснювалася травмою, спричиненою внаслідок нападу на нього Біг Шоу і Кейна. 16 грудня на шоу SmackDown, Батіста, вже відновивши пошкоджений м’яз, разом з Реєм Містеріо, з яким об’єднався на ґрунті протиріч з Шоу і Кейном, вдруге у своїй кар’єрі здобув звання чемпіону світу у командному дивизіоні і таким чином став «подвійним» чемпіоном, одночасно володіючи чемпіонством світу у важкій вазі та командним чемпіонством WWE. Тим не менш, останнє він з Містеріо незабаром втратили, зазнавши поразки від попередних чемпіонів через втручання в титульний бій Марка Генрі. Генрі став для Батисти новим претендетом на звання чемпіона світу у важкій вазі, однак, перш ніж їхнє протистояння дійшло до оголошення поєдинку на наступному головному шоу місяця, під час їхнього матчу на нетелевезійному шоу 6 січня 2006 року Батіста вже утретє за свою професійну кар’єру травмував правий трицепс і на записах шоу SmackDown 13 січня був вимушений оголосити чемпіонство вакантним. Пізніше у своїй автобіографічній книзі, Batista Unleashed, він звинуватить Генрі у «необережності» під час їхнього матчу.
19 лютого 2006 року Батіста з’явився на шоу No Way Out, де заявив, що, як тільки його рука загоється, він має намір повернути собі звання чемпіона світу у важкій вазі, а під час головного шоу року – WrestleMania 22 – він перервав інтерв’ю Ренді Ортона, який на той час був одним з головних претендентів на титул, і зауважив, що до WrestleMania 23 він поверне собі це чемпіонство.
Своє повноцінне повернення Батіста здійснив 7 липня 2006 року під час шоу SmackDown і одразу продовжив своє протистояння з Марком Генрі, яке, одначе, завершилося позапланово, оскільки справжню травму вже отримав Генрі, тож їхній вирішальний матч на шоу The Great American Bash так і не відбувався. Натомість на вищезазначеному шоу Батіста кинув відкритий виклик усім бажаючим з ним зіткнутися на ринзі, на який відповів Містер Кеннеді. Тієї ночі Батіста зазнав поразки через дисквалифікацію, після чого між ним та Кеннеді відбулося ще два матчі – на шоу SmackDown від 28 липня та 4 серпня. В першому Батіста знов зазнав поразки, тепер вже через те, що не встиг своєчасно повернутися на ринг, але в другому нарешті здобув чисту перемогу утриманням і після остаточно націлився на чемпіонство світу у важкій вазі, яким на той час володів Букер Ті. Після двох невдалих спроб, спочатку на SummerSlam 2006 через дискваліфікацію, а потім у чотирьохсторонньому матчі на No Way Out, де для перемоги Ті утримав іншого супротивника, Батіста нарешті вдруге став чемпіоном 26 листопада на шоу Survivor Series, а його протистояння з Букером Ті закінчилося після грудневого шоу Armageddon 2006, де Батіста в командному матчі з Джоном Сіною переміг Ті та Фінлі.
Наприкінці 2006 – початку 2007 року свій намір стати новим чемпіоном світу у важкій вазі охреслив вищезгаданий Фінлі, якого Батисті вдалося перемогти на шоу Royal Rumble 2007. Наступним претендетом на титул, яким він володів, став Андертейкер, тодішній переможець січневої «Королівської Битви». Незважаючи на виниклу очевидну ворожнечу один до одного, Батіста та Андертейкер, тим не менш, за рішенням Вінса МакМена об’єдналися на шоу No Way Out для командного поєдинку проти Джона Сіни та Шона Майклза, який вони програли після того, як Батіста посеред матчу покинув ринг. 1 квітня на шоу WrestleMania 23 Батіста зазнав поразки від Андертейкера і втратив звання чемпіона світу у важкій вазі, а їхні два рематча, на шоу Backlash за правилами «останній, хто стоїть на ногах» і на SmackDown від 11 травня всередині сталевої клітки, завершилися нічиєю. Після останнього своїм правом на матч за чемпіонство скористався Едж, тодішний володар кейсу «гроші в банці», всередині якого знаходився контракт на матч за чемпіонство світу будь-де при будь-яких умовах, і успішно утримав виснаженого Андертейкера, ставши новим чемпіоном. Дії Еджа призвели до того, що Батиста тричі розділив з ним ринг на головних шоу місяця – Judgment Day, One Night Stand та Vengeance: Night of Champions – в боях за звання чемпіона, але здобути перемогу так і не зміг. Причому, умовою їхнього бою на Vengeance стало те, що Батиста у разі поразки не матиме права претендувати на титул допоки ним володіє Едж.
Хай там як, однак за тиждень до головного шоу липня, The Great American Bash, Едж оголосив чемпіонство вакантним через отриману ним травму і того ж дня новим чемпіоном світу у важкій вазі став Великий Калі, який для цього переміг у «королівській драці», усунувши останнім Батисту. Цей факт призвів до тривалої ворожнечі між ними, під час якої, загалом з восьмої спроби підряд, на вересневому шоу Unforgiven 2007 Батиста утретє став чемпіоном світу у важкій вазі.
Тієї ж ночі на Unforgiven своє повернення здійснив Андертейкер, який досі знаходився на реабілітації після операції внаслідок отримання травмування, і одразу став претендентом на титул. Незважаючи на те, що Батиста захистив звання чемпіона від Андертейкера на шоу Cyber Sunday, Андертейкер отримав ще одну можливість стати чемпіоном на шоу Survivor Series. Тоді своє повернення після травмування здійснив вже Едж, який втрутився в матч, атакував Андертейкера металевим стільцем і поклав на нього непритомного Батисту для того, аби суддя міг зробити відлік і зафіксувати перемогу Батисти. Ця подія призвела до вже трьохстороннього матчу за чемпіонство світу у важкій вазі на шоу Armageddon за участі Батисти, Еджа та Андертейкера. В ньому Батиста зазнав поразки (титул здобув Едж) і, залишаючись однією з головних зірок WWE, тим не менш тривалий час не здобував головні чемпіонства компанії.
Початок 2008 року позначився для Батисти участю в поєдинках «королівська битва» та «камера знищення» на однойменних головних шоу січня і лютого, обидва з яких надавали право на бій за головні чемпіонства WWE на WrestleMania 24, однак зазнав в них поразки. Власне, на WrestleMania 24 Батиста зустрівся з важкоатлетом Умагою, якого переміг в бою без особливої передісторії. Наступним суперником Батисти став Шон Майклз, який на тій самій WrestleMania переміг визнану легенду рестлінгу Ріка Флера і за умовою поєдинку останній був вимушений завершити кар’єру. Підґрунтям для ворожнечі стало те, що Батиста вважав подальшу поведінку Майклза зарозумілою і егоїстичною, що стало приводом для їхньої зустрічі на шоу Backlash в поєдинку із Крісом Джеріко в якості спеціального судді. Майклз здобув перемогу підсутністю, почавши симулювати травму коліна аби раптово нанести свій «завершальний» прийом Sweet Chin Music. Це призвело до їх рематчу на шоу One Night Stand за правилами «матч з ношами», в якому Батиста здобув перемогу і на цьому їхнє протистояння завершилося.
Через тиждень після One Night Stand на шоу SmackDown від 6 червня 2008 Батиста здобув чергову можливість стати чемпіоном світу у важкій вазі: для цього він в команді з Фунакі, Нунзіо і Коліном Делейні переміг тодішнього чемпіона Еджа, Чаво Герреро-молодшого, Курта Гокінса та Зака Райдера, але на шоу Night of Champions зазнав поразки в титульному поєдинку від Еджа; за тиждень до події Батиста в рамках обміну зірками між брендами був переведений зі SmackDown до Raw.
Наступної після Night of Champions 2008 ночі під час шоу Raw Батиста здійснив напад на Еджа і таким чином дав можливість СМ Панку реалізувати кейс «гроші в банці» та стати новим чемпіоном світу важкій вазі. В такий спосіб чемпіонство світу у важкій вазі закріпилося за брендом Raw, а тиждень потому Батиста знов став першим претендетом на титул після відповідної перемоги над Кейном, Джоном Сіною і Джей Бі Елем. Титульний бій Батисти з Панком на шоу The Great American Bash завершився дискваліфікацією обох через втручання Кейна, а рематч призначений на наступному Raw – втручанням вже Джей Бі Еля. Втручання Джона Сіни у сутичку на стороні Батисти призвело до того, що Сіна ненавмисне завдав удару по Батисті і виникла через це бійка завершилася оголошенням між ними поєдинку на шоу SummerSlam 2008. На шляху до події Батиста разом з Сіною втретє став світовим чемпіоном у командних змагань, здолавши Коді Роудса та Теді ДіБіасі, однак вони втратили це звання буквально через тиждень на наступному Raw. Власне, на SummerSlam Батиста перемагає Сіну в їхньому першому поєдинці між собою, а на наступному Raw вкотре стає претендентом на чемпіонство світу у важкій вазі, завоювати яке у визначеному на шоу Unforgiven 2008 поєдинці за правилами «чемпіонська сутичка»  проти Кріса Джеріко, Кейна, Джей Бі Еля та Рея Містеріо йому завоювати не вдається. Не зважаючи на цю поразку, Батиста не вийшов з гонки за чемпіонство, а навпаки, переміг 5 жовтня 2008 року на шоу No Mercy Джей Бі Еля в бою за звання першого претендента на титул і 26 жовтня на Cyber Sunday здолав чемпіона Кріса Джеріко, ставши чотирьохкратним чемпіоном світу у важкій вазі. Тим не менш, четвертий забіг Батисти з одним з головних титулів тривав лише 8 днів: наступного тижня на ювілейному 800 випуску Raw він програв його назад Джеріко в матчі всередині сталевої клітки.
Наступним довготривалим противником Батисти став його колишній партнер по «Еволюції» Ренді Ортон. На Survivor Series 2008 Ортон зі своєю командою завдав поразки Батисті з його командою, на Armageddon Батиста взяв в нього реванш і успішно переміг, однак на цьому протистояння загальмувалося через необхідність Батисти зробити операцію на задній поверхні стегна, яке він пошкодив ще в матчі з Сіною на SummerSlam. На екранах подальшу відсутність Батисти пояснили тим, що в нього серйозний струс, отриманий внаслідок здійсненим Ренді Ортоном ударом по голові з ноги.

### Чемпіон WWE (2009 – 2010 роки)
Своє повернення Батиста здійснив на першому Raw після WrestleMania 25, надавши допомогу Тріпл Ейчу, Шейну Макмену та Вінсу Макмену у сутичці з угруповання «Спадщина» (Ренді Ортон, Коді Роудс та Тед ДіБіасі-молодший). Поява Батисти призвела до того, що Вінс Макмен вирішив: на шоу Backlash Батиста, Тріпл Ейч та Шейн Макмен зустрінуться в командному поєдинку із «Спадщиною». Під час бою між Батистою та Тріпл Ейчем, тодішнім чемпіоном WWE, виникла суперечка через бажання першого використати сталевий стілець, що за умовами означало дискваліфікацію і втрату Ейчем звання чемпіона. Скориставшись непорозумілістю між ними, «Спадщина» здобула перемогу, а Ортон відповідно до умов матчу став новим чемпіоном WWE. Тим не менш, вже наступного Raw Батиста став першим претендетом на вищевказаний титул, здобувши перемогу у кваліфікаційному матчі над Біг Шоу. Бій Батиста-Ортон за звання чемпіону WWE на шоу Judgmen Day завершився дискваліфікацією Ортона після того, як той дав ляпаса судді; тим не менш, за правилами він залишився чемпіоном. Однак вже на шоу Extreme Rules 2009 Батисті вдалося завоювати чемпіонство WWE, перемогши Ортона в матчі всередині сталевої клітки. Втім, наступного ж Raw Батиста був вимушений здати титул через розрив лівого біцепсу. Таким чином, він пробув чемпіоном WWE лише добу.
Чергове повернення після травми Батиста здійснив 14 вересня 2009 року на шоу Raw, де оголосив про свій перехід на SmackDown і провів поєдинок з Ренді Ортоном за правилами «без обмежень», в якому переміг.
Опинившись на SmackDown Батиста почергово здобув перемогу над тодішніми об’єднанини командними чемпіонами WWE Крісом Джеріко і Біг Шоу, що призвело до того, що 4 жовтня на шоу Hell in a Cell він об’єднався в команду з Реєм Містеріо для титульного командного поєдинку, в якому, одначе, перемогли діючі чемпіони Джеріко і Шоу. Того ж місяця на шоу Bragging Rights Батиста взяв участь у чотирьохсторонньому бою проти СМ Панка, Рея Містеріо та Андертейкера, але зазнав в ньому поразки після того, як Містеріо завадив йому утримати Андертейкера (чемпіона). Внаслідок дій Містеріо Батиста тієї ж ночі відвернувся від нього, розпочавши протистояння. На шоу Survivor Series він переміг Містеріо за рішенням судді, а на SmackDown від 27 листопада 2009 здобув перемогу над Кейном у поєдинку за право зустрітися в титульному матчі з Андертейкером на TLC, до якого згодом додали умову про дозвіл легально використовувати металеві стільці. На TLC Батиста спочатку переміг Андертейкера і здавалося став новим чемпіоном світу у важкій вазі, але вийшов генеральний менеджер SmackDown Тедді Лонг і анулював результат поєдинку, посилаючись на те, що Батиста для перемоги завдав Андертейкеру удар в пах. Після перезапуску бою переміг діючий чемпіон Андертейкер. На наступному ж SmackDown Батиста знов зустрівся на ринзі з Реєм Містеріо за право ще раз претендувати на чемпіонство, але перемогу тут отримав вже Містеріо. Відмовляючись миритися з тим, що трапилося, на шоу SmackDown від 25 грудня 2009 Батиста втрутився у титульний двобій Містеріо та Андертейкера, призвівши до дискваліфікації і відповідно автоматичного захисту Андертейкером звання чемпіона.
В січні 2010 року Батиста взяв участь у «Королівський Битві», вийшов останнім, але зазнав поразки після того, як був усунений з рингу Джоном Сіною. Після Royal Rumble Батиста опинився залученим до протистояння Вінса Макмена і Брета Харта, надавши допомогу Макмену у побитті Харта. За надані послуги 21 лютого на шоу Elimination Chamber Макмен анонсував титульний матч Батисти проти чемпіона WWE Джона Сіни щойно останній захистив це звання у поєдинку в «клітці знищення» проти п’ятьох опонентів. Батиста без особливих проблем здолав виснаженого Сіну і, таким чином, став двукратним чемпіоном WWE, однак програв титул назад Сіні в їхньому рематчі на WrestleMania 26, після чого зазнав ще двох поразок від його рук: на шоу Extreme Rules 25 квітня за правилами «останній, хто стоїть на ногах» і 23 травня на шоу Over the Limit, де умовою перемоги над противником було змусити його вимовити фразу «я здаюся». Батиста зробив це після того, як Сіна зібрався зкинути його зі своїх плеч на бетонну підлогу з даху автомобіля, який стояв на рампі.
Наступного Raw Батиста відкрив прямий ефір, з’явившись на інвалідному візку. Він заявив, що подасть судовий позов на Сіну і WWE за нанесені йому травми (в 2014 він розповість, що мав дійсно комплексний перелом хребта). Його виступ перервав Брет Харт, який тоді був генеральним менеджером бренду, і наказав йому тієї ж ночі вийти на матч проти Ренді Ортона за право взяти участь в бою за чемпіонство WWE на шоу Fatal-4-Way. Батиста відмовився і пішов з компанії. Його профіль на офіційному сайті WWE майже миттєво був переведений в розділ колишніх зірок. Пізніше в одному із подальших інтерв’ю він зізнався, що залишив WWE оскільки йому «не подобався напрямок, в якому рухалася компанія».

### Повернення (2014)
На Raw 23 грудня 2013 року було анонсовано повернення Батисти на Raw 20 січня. На Raw від 20 січня Батиста повернувся і вступив у конфронтацію з Ренді Ортоном. Він заявив, що збирається виграти Королівську битву 2014, а також титул Чемпіона світу у важкій вазі. Пізніше, на цьому ж шоу, після того, як Альберто Дель Ріо переміг Рея Містеріо, вийшов Батиста і провів мексиканцеві «Батисту Бомб» через те, що Дель Ріо говорив принизливі слова про Дейва впродовж останніх тижнів. На Королівській битві вийшов під номером 28 і здобув перемогу, викинувши в кінці матчу Романа Рейнса. Батиста став п'ятим реслером (після Халка Хогана, Шона Майклза, Стон Колд Стіва Остіна та Джона Сіни), якому вдалося виграти Королівську битву більше одного разу. На Raw 3 лютого у Дейва виникла конфронтація з Дель Ріо, яка завершилась тим, що мексиканець спершу атакував Батисту, але потім змушений був втекти через контратаку Звіра. На Raw 10 лютого Батиста атакував Дель Ріо, провівши йому пауербомбу на коментаторський стіл. Після цього Тріпл Ейч повідомив, що Дейв битиметься проти Альберто на шоу Elimination Chamber. На Elimination Chamber Батиста переміг Дель Ріо. На Smackdown! 28 лютого Дейв сказав громаді WWE, що він повернувся не для того, щоб подобатися усім, а тому, щоб виграти титул чемпіона світу у важкій вазі. Після того, як Ортон захистив свій титул на Elimination Chamber, головною подією на Wrestlemania 30 повинен був стати матч між ним і Батистою, але Браян був доданий у цей бій після перемоги над Тріпл Ейчом у першому поєдинку цього шоу. На Реслманії 30 Браян виграв титул чемпіона WWE у важкій вазі, підкоривши Батисту.
На наступному Raw, Батиста та Ортон змагалися в одній команді проти братів Усо за титули командних чемпіонів. Матч завершився без результату через відрахування обох команд.
Пізніше того ж вечора, Дейв, Ренді і Кейн атакували Браяна перед тим, як останнього було виставлено захищати свій титул проти Тріпл Ейча. Перед тим, як Ейч міг перемогти Денієла, у матч втрутився Щит, виконавши спис Тріпл Ейчу і викинувши з рингу Батисту, Ортона і Кейна, що дозволило Браяну захистити свій титул через дискваліфікацію. На Raw від 14 квітня, Батиста, Ортон і ТріпЕйч вийшли до рингу, щоб напасти на «Щит» після їхнього матчу «11 на 3», використавши при цьому ім'я і тему Еволюції. На наступних двох шоу «Еволюція» програла два матчі «Щиту». На наступному Raw Батиста покинув WWE опісля того, як Тріпл Ейч відмовив йому у праві позмагатися за титул.

## Змішані бойові мистецтва
Після відходу з WWE Батиста намагався почати кар'єру у змішаних бойових мистецтвах. З червня 2010 року вів переговори про підписання контракту з Strikeforce. Але у квітні 2011 року з'ясувалося, що переговори виявилися безуспішними.
У серпні 2012 року він підписав контракт з Classic Entertainment & Sports для участі у боях за змішаними правилами. Його дебют у матчі проти Вінця Люцеро відбувся 6 жовтня 2012 року. Бій завершився перемогою Дейва у першому раунді.

## Статистика ММА
| № Боя | Результат | Рекорд | Суперник    | Спосіб                   | Турнір                       | Місце проведення      | Дата          | Раунд | Час  |
| ----- | --------- | ------ | ----------- | ------------------------ | ---------------------------- | --------------------- | ------------- | ----- | ---- |
| 1     | Перемога  | 1-0    | Вінс Люсеро | Технічний нокаут (удари) | CES MMA: Bautista vs. Lucero | Провіденс, Род-Айленд | 6 жовтня 2012 | 1     | 4:05 |

## Коронні прийоми
- Завершальні прийоми

  - Batista Bite (Crossface/Scissored armbar combination)[17] — 2010
  -  Batista Bomb [18] (WWE)/ Demon Bomb [19] (OVW) (Sitout powerbomb)
- Коронні прийоми

  - Big boot[20]
  - Elevated single leg Boston crab[19] — як Левіафан
  - Hammerlock/armbar combination[19]
  - Front Powerslam[21]
  - Swinging side slam[21]
  - Vertical suplex[22]
  - Running clothesline[19][23]
  - Shoulder block[21]
  - Spear[19][24][25]
  - Spinebuster[26]
  - Two-handed chokelift[19]
- прізвиська
  - The Animal[18]
  - Evolution's Animal
- Менеджери
  - Synn[19]
  - Reverend D-Von[19]
  - Рік Флер[19]
  - Triple H[19]
- Музичні теми

  - «Voodoo» Godsmack (WWE; 2000–2002; використовувався, коли був частиною угруповання The Disciples of Synn)[26]
  - «Eyes of Righteousness» (WWE) Jim Johnston (2002; використовувався в команді з Reverend D-Von)
  - «Monster» (WWE) Jim Johnston (2003–2005)
  - «Line in the Sand» Motörhead (WWE; 2003–2005; використовувався, коли був частиною угруповання Evolution)
  - «I Walk Alone» Saliva[26] (WWE; 2005–2010)
  - «My World» Brand New Sin[26] (WWE; 2010; використовувався в Проморолик)

## Титули та нагороди
- Pro Wrestling Illustrated

- 2005 Реслер Року
- 2005 Найбільш Прогресуючий Реслер Року
- PWI ставить його під № 28 у списку 500 найкращих реслерів 2002 року
- PWI ставить його під № 20 у списку 500 найкращих реслерів 2004 року
- PWI ставить його під № 1 у списку 500 найкращих реслерів 2005 року
- PWI ставить його під № 23 у списку 500 найкращих реслерів 2006 року
- PWI ставить його під № 16у списку 500 найкращих реслерів 2009 року

- World Wrestling Entertainment

- 4-разовий Чемпіон світу у важкій вазі
- 3-разовий Командний Чемпіон Світу — з Ріком Флером (2 рази) з Джоном Сіною (1 раз)
- 2-разовий Чемпіон WWE
- Командний Чемпіон WWE — з Реєм Містеріо

* Переможець Королівської Битви 2005
- Wrestling Observer Newsletter awards

- 2005 Фьюд Року проти Тріпл Ейча
- 2006 Найпереоцінений Реслер Року
- 2007 Фьюд Року проти Трунаря

- Ohio Valley Wrestling

- Чемпіон OVW у важкій вазі

## Фільмографія

### Фільми
| Рік  |    | Українська назва                   | Оригінальна назва                     | Роль                        |
| ---- | -- | ---------------------------------- | ------------------------------------- | --------------------------- |
| 2006 | ф  |                                    | Relative Strangers                    | реслер                      |
| 2009 | ф  | Мій сину, мій сину, що ти наробив  | My Son, My Son, What Have Ye Done?    | офіцер                      |
| 2010 | ф  | Виворіт міста                      | Wrong Side Of Town                    | великий Ронні               |
| 2011 | ф  | Будинок висхідного сонця           | House of the Rising Sun               | Рей                         |
| 2012 | ф  | Цар скорпіонів 3: Повстання мерців | The Scorpion King 3: Rise of the Dead | Агромаіл                    |
| 2012 | ф  | Людина із залізними кулаками       | The Man with the Iron Fists           | Бресс Боді                  |
| 2013 | ф  | Ріддік                             | Riddick                               | Діаз                        |
| 2014 | ф  | Вартові галактики                  | Guardians of the Galaxy               | Дракс Руйнівник             |
| 2015 | ф  |                                    | L.A. Slasher                          | продавець наркотиків        |
| 2015 | ф  | 007: Спектр                        | Spectre                               | містер Гінкс                |
| 2015 | ф  |                                    | Heist                                 | Джейсон Кокс                |
| 2016 | ф  | Леді бос                           | The Boss                              | Чед                         |
| 2016 | ф  | Кікбоксер: Помста                  | Kickboxer: Vengeance                  | Тонг По                     |
| 2016 | ф  | Мародери                           | Marauders                             | агент Стоквелл              |
| 2016 | ф  |                                    | The Warriors Gate                     | Арун                        |
| 2017 | ф  | Бушвік                             | Bushwick                              | Скуп                        |
| 2017 | ф  | Вартові галактики 2                | Guardians of the Galaxy Vol. 2        | Дракс Руйнівник             |
| 2017 | кф |                                    | 2048: Nowhere to Run                  | Сапер Мортон                |
| 2017 | ф  | Той, хто біжить по лезу 2049       | Blade Runner 2049                     | Сапер Мортон                |
| 2018 | ф  | Месники: Війна нескінченності      | Avengers: Infinity War                | Дракс Руйнівник             |
| 2018 | ф  |                                    | Hotel Artemis                         | Еверест                     |
| 2018 | ф  | План втечі 2                       | Escape Plan 2: Hades                  | Трент Дероза                |
| 2018 | ф  | Остаточний рахунок                 | Final Score                           | Майкл Нокс                  |
| 2018 | ф  | Майстер Зет: Нащадок Іп Мана       | Master Z: The Ip Man Legacy           | Оуен Девідсон               |
| 2019 | ф  | Месники: Завершення                | The Avengers: Endgame                 | Дракс Руйнівник             |
| 2019 | ф  | Водій для копа                     | Stuber                                | Вік                         |
| 2019 | ф  | План втечі 3                       | Escape Plan: The Extractors           | Трент ДеРоза                |
| 2020 | ф  | Мій шпигун                         | My Spy                                | Джей Джей                   |
| 2021 | ф  | Армія мерців                       | Army of the Dead                      | Скотт Ворд                  |
| 2021 | ф  | Дюна                               | Dune                                  | Глоссу Раббан               |
| 2022 | ф  | Тор: Кохання та грім               | Thor: Love and Thunder                | Дракс Руйнівник             |
| 2022 | ф  | Ножі наголо 2                      | Knives Out 2                          | Дюк Коді                    |
| 2023 | ф  | Стук у кабіну                      | Knock at the Cabin                    | Леонард                     |
| 2023 | ф  | Вартові галактики 3                | Guardians of the Galaxy Vol. 3        | Дракс Руйнівник             |
| 2023 | мф | Хлопчик і чапля                    | 君たちはどう生きるか                  | Король папуг (англ. дубляж) |
| 2024 | ф  | Дюна: Частина друга                | Dune: Part Two                        | Глоссу Раббан               |
| 2024 | ф  | Мій шпигун 2: Вічне місто          | My Spy: The Eternal City              | Джей Джей                   |
| 2024 | ф  | Гра кіллера                        | The Killer's Game                     | Джо Флад                    |
| 2024 | ф  | Остання танцівниця                 | The Last Showgirl                     | Едді                        |
| 2025 | ф  | У загублених землях                | In the Lost Lands                     | Бойс                        |
| 2025 | ф  | Голий пістолет                     | The Naked Gun                         | камео                       |

### Телебачення
| Рік  |    | Українська назва                                | Оригінальна назва                           | Роль                                                                        |
| ---- | -- | ----------------------------------------------- | ------------------------------------------- | --------------------------------------------------------------------------- |
| 2006 | с  | Таємниці Смолвіля                               | Smallville                                  | Алдар (Епізод: "Static")                                                    |
| 2009 | с  |                                                 | Head Case                                   | у ролі самого себе (Епізод: "All About Steve")                              |
| 2009 | с  | Сусіди                                          | Neighbours                                  | у ролі самого себе (Епізод: "1.5719")                                       |
| 2010 | с  | Чак                                             | Chuck                                       | T.I. (Епізод: "Chuck Versus the Couch Lock")                                |
| 2015 | мс |                                                 | TripTank                                    | хлопець зі служби доставки (Епізод: "Short Change")                         |
| 2019 | с  | Чим ми займаємося в тінях                       | What We Do in the Shadows                   | Ґаррет (Епізод: "The Trial")                                                |
| 2020 | с  |                                                 | Undertaker: The Last Ride                   | у ролі самого себе (документальний серіал)                                  |
| 2020 | с  |                                                 | Home Movie: The Princess Bride              | Фецзік (Епізод: "Chapter Four: Battle of the Wits")                         |
| 2021 | с  | Бачити                                          | See                                         | Едо Восс (8 епізодів)                                                       |
| 2022 | тф | Вартові галактики: Спеціальний святковий випуск | The Guardians of the Galaxy Holiday Special | Дракс Руйнівник                                                             |
| 2023 | с  | Marvel Studios: Загальний збір                  | Marvel Studios: Assembled                   | у ролі самого себе (Епізод: "The Making of Guardians of the Galaxy Vol. 3") |